# Jishō Akuyaku Reijō na Konyakusha no Kansatsu Kiroku
Jishō Akuyaku Reijō na Konyakusha no Kansatsu Kiroku (自称悪役令嬢な婚約者の観察記録。?) es una serie de novelas ligeras japonesas escritas por Shiki e ilustradas por Wan Hachipisu. La serie se publicó originalmente como una novela web en el sitio web Shōsetsuka ni Narō, antes de que Shiki la eliminara en marzo de 2017. AlphaPolis la publicó como novela ligera bajo su sello Regina Books, lanzando dos volúmenes entre mayo y septiembre de 2017. Una adaptación a manga ilustrada por Natsume Hasumi se serializó en el sitio web de manga Regina de AlphaPolis desde mayo de 2018 hasta agosto de 2021. Una serie secuela de Shiki y Hachipisu titulada Jishō Akuyaku Reijō na Tsuma no Kansatsu Kiroku (自称悪役令嬢な妻の観察記録。?) comenzó a publicarse bajo el mismo sello en abril de 2022, con una adaptación a manga de Hasumi que comenzó en el mismo sitio web en marzo de 2022. Una adaptación de la serie al anime producida por Ashi Productions se estrenará en 2026.

## Contenido de la obra

### Novela ligera
Escrita por Shiki, Jishō Akuyaku Reijō na Konyakusha no Kansatsu Kiroku se publicó originalmente en el sitio web Shōsetsuka ni Narō hasta que Shiki lo eliminó el 27 de marzo de 2017. AlphaPolis luego publicó dos volúmenes con ilustraciones de Wan Hachipisu bajo su sello de novelas ligeras Regina Books del 4 de mayo al 5 de septiembre de 2017. 
La serie está licenciada únicamente en formato digital en inglés por Hanashi Media bajo el título Observation Records of My Fiancée: The Misadventures of a Self-Proclaimed Villainess.
Una serie secuela titulada Jishō Akuyaku Reijō na Tsuma no Kansatsu Kiroku (自称悪役令嬢な妻の観察記録。?) comenzó a publicarse el 5 de abril de 2022. Se han publicado cuatro volúmenes hasta la fecha.

#### Jishō Akuyaku Reijō na Konyakusha no Kansatsu Kiroku
| Volúmenes de novelas ligeras publicadas | Volúmenes de novelas ligeras publicadas | Volúmenes de novelas ligeras publicadas |
| Número                                  | Fecha de lanzamiento                    | ISBN                                    |
| --------------------------------------- | --------------------------------------- | --------------------------------------- |
| 1                                       | 4 de mayo de 2017                       | ISBN 978-4-434-23231-2                  |
| 2                                       | 5 de septiembre de 2017                 | ISBN 978-4-434-23697-6                  |

#### Jishō Akuyaku Reijō na Tsuma no Kansatsu Kiroku
| Volúmenes de novelas ligeras publicadas | Volúmenes de novelas ligeras publicadas | Volúmenes de novelas ligeras publicadas |
| Número                                  | Fecha de lanzamiento                    | ISBN                                    |
| --------------------------------------- | --------------------------------------- | --------------------------------------- |
| 1                                       | 5 de abril de 2022                      | ISBN 978-4-434-30111-7                  |
| 2                                       | 5 de octubre de 2022                    | ISBN 978-4-434-30897-0                  |
| 3                                       | 5 de mayo de 2023                       | ISBN 978-4-434-31941-9                  |
| 4                                       | 5 de mayo de 2024                       | ISBN 978-4-434-33502-0                  |

### Manga
Una adaptación al manga ilustrada por Natsume Hasumi se serializó en el sitio web de manga Regina de AlphaPolis del 7 de mayo de 2018 al 6 de agosto de 2021. Los capítulos del manga se compilaron en seis volúmenes tankōbon lanzados del 31 de diciembre de 2018 al 5 de octubre de 2021.
El manga se publica en inglés en el servicio de manga Alpha Manga de AlphaPolis.
Una adaptación a manga de la serie secuela, también ilustrada por Hasumi, comenzó a serializarse en el mismo sitio web el 29 de marzo de 2022. Los capítulos del manga secuela se han compilado en dos volúmenes tankōbon hasta la fecha.
El manga secuela también se publica en inglés en el servicio de manga Alpha Manga de AlphaPolis.

#### Jishō Akuyaku Reijō na Konyakusha no Kansatsu Kiroku
| Volúmenes de manga publicados | Volúmenes de manga publicados | Volúmenes de manga publicados |
| Número                        | Fecha de lanzamiento          | ISBN                          |
| ----------------------------- | ----------------------------- | ----------------------------- |
| 1                             | 31 de diciembre de 2018       | ISBN 978-4-434-25336-2        |
| 2                             | 5 de agosto de 2019           | ISBN 978-4-434-26101-5        |
| 3                             | 5 de febrero de 2020          | ISBN 978-4-434-26877-9        |
| 4                             | 5 de agosto de 2020           | ISBN 978-4-434-27636-1        |
| 5                             | 5 de marzo de 2021            | ISBN 978-4-434-26877-9        |
| 6                             | 5 de octubre de 2021          | ISBN 978-4-434-29415-0        |

#### Jishō Akuyaku Reijō na Tsuma no Kansatsu Kiroku
| Volúmenes de manga publicados | Volúmenes de manga publicados | Volúmenes de manga publicados |
| Número                        | Fecha de lanzamiento          | ISBN                          |
| ----------------------------- | ----------------------------- | ----------------------------- |
| 1                             | 5 de noviembre de 2022        | ISBN 978-4-434-31029-4        |
| 2                             | 5 de agosto de 2023           | ISBN 978-4-434-32329-4        |

### Anime
El 12 de mayo de 2025 se anunció una adaptación de la serie al anime. La serie está producida por Ashi Productions y dirigida por Jun'ichi Yamamoto, con Akiko Inoue a cargo de la composición de la serie y Miki Matsumoto diseñando los personajess. Se estrenará en 2026.

## Recepción
En 2021, la adaptación al manga, junto con Isekai ni Kyūseishu to Shite Yobaremashitaga, Arasā ni wa Muri nanode, Hissori Bukku Kafe Hajimemashita, ganó el Premio Isekai Comic en los Digital Comic Awards 2021 de NTT Solmare.